# Чиказька дровітня-1
Чика́зька дрові́тня-1 (англ. Chicago Pile-1, CP-1) — перший у світі штучний ядерний реактор. Побудований 1942 року в Чиказькому університеті під керівництвом Енріко Фермі в рамках робіт, які пізніше стали основою Мангеттенського проєкту (формальне здійснення Мангеттенського проєкту почалось 17 вересня 1943 року), з експериментальної перевірки можливості здійснити керовану самопідтримувану ланцюгову ядерну реакцію і підготовки до створення промислових реакторів для виготовлення збройового плутонію.

## Конструкція
Як паливо використовували природний (незбагачений) уран у вигляді спресованих оксидів (близько 33 т UO2 і близько 3.7 т U3O8) і металічних злитків (загальною масою близько 5,6 т). Сповільнювачем вибрали графіт виходячи з того, що це був єдиний матеріал необхідної чистоти, доступний у великих кількостях (в реакторі було використано близько 350 т).
Активна зона складалась з пошарово укладених графітових блоків, укріплених дерев'яним каркасом. Блоки кожного другого шару мали порожнини, в які клали ядерне паливо, утворюючи кубічну ґратку з кроком близько 21 см. Початкова форма активної зони мала бути наближено сферичною з радіусом близько 3,7 м, однак в процесі збирання стало очевидно, що критичного розміру можна досягнути за дещо менших розмірів, тому верхня частина сфери була «сплюснута», і загальна висота склала трохи менше 6 м.
Керування ядерним реактором здійснювали за допомогою механічного переміщення стрижнів для поглинання нейтронів з кадмію і бористої сталі.
Їх було три типи:
- Регулювальні, що керувалися з пульту в ручному і автоматичному режимі.
- Стрижень аварійного захисту. У вийнятому стані підвішувався на мотузці, яку можна було перерубати у випадку непередбачуваних обставин — стрижень падав у реактор і глушив його[c].
- Стрижень, що його витягували вручну («zip»), щоб перевести реактор у критичний стан.

Максимальний коефіцієнт розмноження нейтронів був лише ненабагато більшим від одиниці (1,0006)[джерело?], тому навіть при повністю витягнених поглинальних стрижнях потужність наростала досить повільно, подвоюючись приблизно кожну хвилину, що дозволяло легко підтримувати постійну потужність навіть при повністю ручному керуванні.
Реактор не мав системи охолодження і біологічного захисту, тому міг працювати лише короткочасно і на дуже малій потужності.

## Історія
Для створення ядерної бомби необхідно було отримати достатню кількість ядерного матеріалу. Перспективними напрямками були визнані отримання урану-235 шляхом збагачення природного урану і виготовлення плутонію-239 шляхом опромінення природного урану-238 нейтронами. Обидва шляхи були пов'язані з серйозними труднощами і мали свої переваги і недоліки, тому робота за ними йшла паралельно.
Отримання плутонію потребувало величезних нейтронних потоків, які можна було б порівняно легко отримати лише в самопідтримуваній ланцюговій реакції. 1939 року Лео Сілард і Фермі висловили ідею, що такої реакції можна досягнути, якщо помістити ядра урану в матрицю сповільнювача. Для дослідження реакторів на уран-графітових ґратках 1941 року в Чиказькому університеті створили лабораторію з кодовою назвою «Металургійна», яку очолив Артур Комптон.
До складу лабораторії увійшло багато відомих фізиків і хіміків. Експериментальна група під керівництвом Фермі займалась переважно самою ланцюговою реакцією, хімічний відділ — хімією плутонію і методами розділення, теоретична група під керівництвом Вігнера — розробкою промислових реакторів, хоча через тісний взаємозв'язок науково-технічних питань задачі могли перерозподіляти між групами.
Розрахунок оптимальних параметрів майбутнього реактора потребував як точного визначення прикладних величин, як-то коефіцієнт розмноження нейтронів, так і вимірювань характеристик конкретних зразків матеріалів, призначених для побудови реактора. З цією метою було створено кілька десятків підкритичних збірок з додатковими джерелами нейтронів. Оскільки металічний уран достатньої чистоти отримали тільки в листопаді 1942 року, експерименти проводили зі спресованим оксидом урану.
До липня експерименти на підкритичних збірках просунулись достатньо, щоб почати розробку реактора з критичною масою.
Вихідні оцінки критичного розміру активної зони було завершено, тому в конструкції реактора була передбачена оболонка, з якої можна було викачати повітря для зменшення поглинання нейтронів. Її виготовили на заводі Goodyear з виробництва оболонок аеростатів (через секретність проєкту її справжнє призначення приховували, що викликало масу жартів про «квадратну повітряну кулю»).
До листопада оболонка з однією відкритою стороною була підвішена над майданчиком, і збирати реактор почали шляхом пошарової укладки графітових блоків і брикетів оксиду урану (дефіцитний металічний уран використовували тільки в центральній частині реактора). Кожен шар укріплювали дерев'яними брусами. Форма і розмір брусів змінювались з висотою, надаючи всій конструкції наближено сферичної форми. Дві групи «будівельників» (одна під керівництвом Волтера Зінна (Walter H. Zinn), інша — Герберта Андерсона (Herbert L. Anderson)) працювали майже цілодобово. В. Уілсон (Volney C. Wilson) керував роботами з контрольно-вимірювальною апаратурою.
Більшість «будівельних матеріалів» виготовляли безпосередньо на місці, в сусідніх приміщеннях. Порошкоподібний оксид урану пресували в брикети на гідравлічному пресі. Графітові блоки випилювали з допомогою звичайних деревообробних верстатів. За спогадами самих учасників, через велику кількість утворюваного чорного пилу вони нагадували шахтарів після зміни.
Після укладки кожного шару поглинальні стрижні обережно виймали і вимірювали нейтронні параметри. Наприклад, приблизно на 50-му шарі з 75 запланованих стало зрозуміло, що критичність можна досягнути навіть за дещо менших розмірів активної зони, ніж це передбачалось в початкових розрахунках. Відповідно, кількість і розміри наступних шарів було зменшено.
1 грудня вимірювання показали, що розмір реактора наближається до критичного. До кінця дня, після укладки 57-го шару, Зінн і Андерсон провели серію вимірювань активності, і дійшли висновку, що при витягуванні керувальних стрижнів у реакторі зможе розвинутися самопідтримувана ядерна реакція. Однак було прийнято рішення відкласти всю подальшу роботу до наступного дня, коли Фермі та інші учасники з'являться на майданчику.

## Експеримент

Інтенсивність ядерної реакції під час першого експерименту

2 грудня 1942 року відбувся перший дослід з досягнення надкритичного стану з розвитком самопідтримуваної ланцюгової ядерної реакції.
О 9:35 стрижень аварійного захисту витягнули й почали обережно вимірювати залежність нейтронного потоку від положень регулювальних стрижнів, поки в підкритичному стані. Ближче до півдня спрацювала система аварійного захисту, яка виявилась встановленою на занадто низький рівень.
Після перерви на обід експеримент продовжили. На рисунку показано запис інтенсивності нейтронного потоку з автоматичного реєстратора з підписами про положення стрижнів. Різкі стрибки графіка викликані переключенням діапазонів чутливості. На початку видно характерне експоненціальне наближення до рівноважного рівня інтенсивності для кожного положення поглинального стрижня в підкритичному стані реактора. Що більше витягнутий стержень, то ближче реактор до критичного стану, і, відповідно, вища рівноважна інтенсивність. В кінці, з 15:36 видно різкий спад інтенсивності — реактор був заглушений автоматичною системою.
Пікова потужність у цьому експерименті склала лише близько половини вата, однак саму можливість керованої самопідтримуваної реакції було переконливо продемонстровано.
12 грудня реактор пропрацював 35 хвилин на потужності близько 200 Вт. При цьому радіаційний фон становив 3 Р/год безпосередньо поблизу реактора і близько 360 мР/год у віддалених кутах залу.

## Подальша доля
У лютому 1943 року реактор розібрали, і його частини перевезли в майбутню Аргонську лабораторію, де їх використали, щоб зібрати реактор CP-2.
Невеликі частини графіту з першого реактора виставлені в чиказькому Музеї науки та промисловості і Музей науки Бредбері Лос-Аламоської національної лабораторії.
Наукову статтю про реактор опубліковано в American Journal of Physics лише через 10 років (1952 року), після зняття секретності. 1955 року Фермі і Сілард отримали патент США № 2708656 на «нейтронний реактор» (заявку вони подали ще 1944 року).
Місце, на якому був побудований CP-1, внесено до списків історичних пам'яток США і міста Чикаго. 1967 року, до 25 річниці здійснення першої ланцюгової ядерної реакції, на ньому встановлено пам'ятник «Ядерна енергія».